# 11445 Федотов
11445 Федотов (11445 Fedotov) — астероїд головного поясу, відкритий 26 вересня 1978 року.
Тіссеранів параметр щодо Юпітера — 3,338.